# Lexington (Minnesota)
Lexington – miasto w Stanach Zjednoczonych, w stanie Minnesota, w hrabstwie Anoka.